# Nelson Díaz
Nelson Díaz Marmolejo, né le 12 janvier 1942 à Montevideo en Uruguay, est un joueur de football international uruguayen, qui évoluait au poste de défenseur.

## Biographie

### Carrière en club
Avec le Club Atlético Peñarol, il remporte deux championnats d'Uruguay, une Copa Libertadores et une Coupe intercontinentale.

### Carrière en sélection
Avec l'équipe d'Uruguay, il joue 8 matchs, sans inscrire de but, entre 1964 et 1966. 
Il figure dans le groupe des sélectionnés lors de la Coupe du monde de 1966. Lors du mondial organisé en Angleterre, il ne joue aucun match.

## Palmarès
Peñarol
| - Championnat d'Uruguay (2) : - Champion : 1965 et 1967. - Copa Libertadores (1) : - Vainqueur : 1966. - Finaliste : 1965. |  | - Coupe intercontinentale (1) : - Vainqueur : 1966. |